# Chelonus plenus
Chelonus plenus är en stekelart som först beskrevs av Papp 1989.  Chelonus plenus ingår i släktet Chelonus och familjen bracksteklar. Inga underarter finns listade i Catalogue of Life.